# Juan Bautista Berenguer y Ronda
Juan Bautista Berenguer y Ronda (Callosa d'en Sarrià, la Marina, 3 de maig de 1797 - València, 1 de març de 1863) va ser un advocat, agrònom, botànic i naturalista valencià.
Molt jove es traslladà a València des de la seva població natal. Ben aviat es convertí en un destacat agrònom i botànic. Va tenir una empresa de producció de plantes, a l'antic hort del Patriarca, a València ciutat. El seu jardí d'aclimatació era considerat un dels més pròspers del país. Va ser l'introductor a Espanya de la canya de bambú i del nesprer, que inicialment s'utilitzava com a planta de jardí. Fou un col·laborador habitual del Butlletí de la Reial Societat Econòmica d'Amics del País de València, on publicà molts articles sobre agricultura i botànica. Fou membre i secretari de la Junta d'Agricultura i director de «Paseos» de l'Ajuntament de València el 1847.